# Галло, Винсент
Ви́нсент Га́лло (англ. Vincent Gallo; род. 11 апреля 1961, Буффало, Нью-Йорк, США) — американский киноактёр, кинорежиссёр, сценарист, продюсер, оператор и кинокомпозитор. В режиссуре дебютировал фильмом «Баффало-66» (1998).

## Биография
Оба его родителя эмигрировали из Сицилии, Италия. Мать Джанет — парикмахер, и отец Винченцо Вито Галло, также парикмахер и профессиональный игрок.
До 1990 года активно занимался живописью. Модель и модельер. Участвовал в показе коллекций одежды Ёдзи Ямамото и Анны Сью. Снимался в рекламе для Келвина Кляйна и Джанни Версаче. Проектирует свою линию одежды и обуви.

## Избранная фильмография

### Актёр
- 1993 — Аризонская мечта / Arizona Dream — Пол Леджер
- 1993 — Дом духов / The House Of The Spirits — внебрачный сын Эстебана
- 1995 — Семья Перес / Perez Family — Орландо
- 1996 — Баския / Basquiat — камео
- 1996 — Похороны / Funeral — Джованни «Джонни» Темпио
- 1998 — Баффало-66 / Buffalo 66 — Билли Браун
- 1998 — Лос-Анджелес без карты / L.A. Without a Map — Мосс
- 2002 — Марсианская одиссея / Stranded: Naufragos — командир корабля
- 2003 — Коричневый кролик / Brown Bunny — Бад Клей
- 2006 — Москва Zero / Moscow Zero — Оуэн
- 2009 — Тетро / Tetro — Тетро
- 2010 — Необходимое убийство / Essential Killing — Мохаммед
- 2012 — Легенда о Каспаре Хаузере / La Leggenda di Kaspar Hauser — Шериф / Пушер

### Режиссёр
- 1998 — Баффало-66 / Buffalo 66
- 2003 — Коричневый кролик / Brown Bunny
- 2010 — Обещания, написанные на воде / Promises Written in Water

### Сценарист
- 1998 — Баффало-66 / Buffalo 66
- 2003 — Коричневый кролик / Brown Bunny

### Продюсер
- 1998 — Баффало-66 / Buffalo 66
- 2003 — Коричневый кролик / Brown Bunny

### Оператор
- 1998 — Баффало-66 / Buffalo 66
- 2003 — Коричневый кролик / Brown Bunny

### Кинокомпозитор
- 1998 — Баффало-66 / Buffalo 66

## Дискография
- 1998 — Buffalo 66 Soundtrack
- 2001 — When
- 2002 — Vincent Gallo. Recordings of Music For Films
- 2005 — Live At All Tomorrow’s Parties